# Abdel-Karim Sakr
Abdel-Karim Sakr (àrab: عبد الكريم صقر)  (El Caire, 8 de novembre de 1918 - 5 de març de 1994) fou un futbolista egipci de la dècada de 1940.
Fou internacional amb la selecció d'Egipte amb la qual participà en els Jocs Olímpics de 1936 i 1948. Pel que fa a clubs, destacà a Farouk (actual Zamalek SC).